# Đường đua (phim năm 2009)
Đường đua là bộ phim video phát hành năm 2009 của Việt Nam do Huy Thành viết kịch bản, Nguyễn Trọng Hải đạo diễn, với các diễn viên Trương Thị May, Quang Tuấn.
Đường đua sau đó giành đã chiến thắng 2 giải của hạng mục Phim video tại Liên hoan phim Việt Nam lần thứ 16. Đây là bộ phim đầu tay của Trương Thị May, giúp cô có được một giải Nữ diễn viên chính xuất sắc hạng mục Phim video tại và Giải Cánh diều 2009.

## Diễn viên
- Trương Thị May vai Chan-Tha[4][5]
- Quang Tuấn vai Bo Tum[4]
- Hoàng Nhân[4]

## Sản xuất
Bộ phim được chuyển thể từ kịch bản Những đứa trẻ ở xóm chùa của đạo diễn Huy Thành, vì kinh phí từ Cục Điện ảnh cấp không đủ thực hiện thành phim nên đạo diễn Trọng Hải đã xin phép được sửa lại. Sau gần một năm đi thực tế và chỉnh sửa, kịch bản hoàn thiện và được dựng thành phim.
Đường đua được quay tại An Giang, Việt Nam và Campuchia trong một tháng.

## Giải thưởng
| Năm  | Giải thưởng                        | Hạng mục              | Đề cử          | Kết quả      | Chú thích |
| ---- | ---------------------------------- | --------------------- | -------------- | ------------ | --------- |
| 2009 | Liên hoan phim Việt Nam lần thứ 16 | Biên kịch xuất sắc    | Huy Thành      | Đoạt giải    | [ 7 ]     |
| 2009 | Liên hoan phim Việt Nam lần thứ 16 | Phim xuất sắc         | (bộ phim)      | Bông sen Bạc | [ 7 ]     |
| 2010 | Giải Cánh diều lần thứ 8           | Nữ diễn viên xuất sắc | Trương Thị May | Đoạt giải    | [ 1 ]     |